# 福島県道7号猪苗代塩川線
福島県道7号猪苗代塩川線（ふくしまけんどう7ごう いなわしろしおかわせん）は、福島県耶麻郡猪苗代町と喜多方市塩川町を繋ぐ県道（主要地方道）である。

## 概要
途中でJR磐越西線と2度交差するが、かつてはその2地点とも踏切だった。しかし交通量の増加に伴い当県道の踏切は全廃され立体交差に切り替えられた。
猪苗代町 - 磐梯町の区間では磐梯山南側の山麓に道が続く。国道115号との交差点を起点にし、猪苗代町の商業地、住宅地の中を通り、農地や集落などが続く猪苗代町西部の翁島地区に至る。翁島地区を過ぎると磐梯町に入る。磐梯町内でも農地や集落などが続く中を通過する。また、磐梯町内では前述の立体交差でJR磐越西線と交差する。加えて、この区間の大部分は東側が高い下り坂になっており、磐梯町の町役場などがある地区に至る。その後、磐梯町大谷地区などを経て喜多方市に至る。
喜多方市内では多くの区間で農地などが広がる中を通過する。また、路線の南側などを日橋川が流れているほか、日橋川の支流、大塩川を渡る。大塩川を渡ると国道121号との終点に至る。

### 路線データ
- 総延長：22.509 km[1]
- 起点：耶麻郡猪苗代町二丁田（国道115号交点）
- 終点：喜多方市塩川町東栄町（国道121号交点）

## 歴史
- 1964年12月28日 - 建設省告示台3620号が公布され、県道猪苗代塩川線が主要地方道猪苗代塩川線に指定される。福島県によって現行の県道路線に認定される[2]。
- 1993年（平成5年）5月11日 - 建設省から、県道猪苗代塩川線が猪苗代塩川線として主要地方道に指定される[3]。

## 路線状況

### 重複区間
- 福島県道64号会津若松裏磐梯線（耶麻郡磐梯町磐梯山道 地内）
- 福島県道337号喜多方河東線（耶麻郡磐梯町赤枝 地内）
- 福島県道69号北山会津若松線（喜多方市塩川町金橋 地内）

### 道路施設
狐堰橋
- 全長：37.5m
- 幅員：6.5（11,0）m
- 形式：単純PCポステンT桁橋
- 竣工：1993年

喜多方市塩川町金橋字切立家前に位置し、一級水系阿賀野川水系日橋川より東京電力金川水力発電所へ取水する金川取水路を渡る。旧橋梁の線形不良、幅員狭小、高欄の破損や、冬季のスキー客による渋滞の解消のために1991年度より建設された。総工費は2億1100万円。すぐ上流側には旧狐堰橋が架けられている。上流側の欄干は撤去され、取水施設が増設されており、橋の前後には門扉が設置され関係者以外の進入はできない。橋名の由来は、金川取水路がもともと狐堰用水であったことから。
孤北橋
- 全長：16.6m
- 幅員：6.5（12.0）m
- 形式：単純PCプレテン中空床版橋
- 竣工：1997年

喜多方市塩川町金橋に位置する。県道拡幅工事に伴い架け替えられた。並行して水管橋が架けられている。
東栄橋
- 全長：79.6m
  - 最大支間長：25.8m
- 幅員：9.0m
- 型式：3径間PCポステンT桁橋
- 竣工：2018年

喜多方市塩川町窪字三反川原から塩川町字東栄町六丁目に跨り、一級水系阿賀野川水系日橋川支流の大塩川に架かる。東詰すぐのところに河沼郡湯川村浜崎との市町村境がある。旧橋の老朽化による架け替えが行われ、2018年8月10日に供用された。

### 道の駅
- 道の駅ばんだい

## 地理

### 通過する自治体
- 耶麻郡
  - 猪苗代町
  - 磐梯町
- 喜多方市
- 河沼郡
  - 湯川村
- 喜多方市

### 交差する道路
- 猪苗代町
  - 国道115号（二丁田 起点）

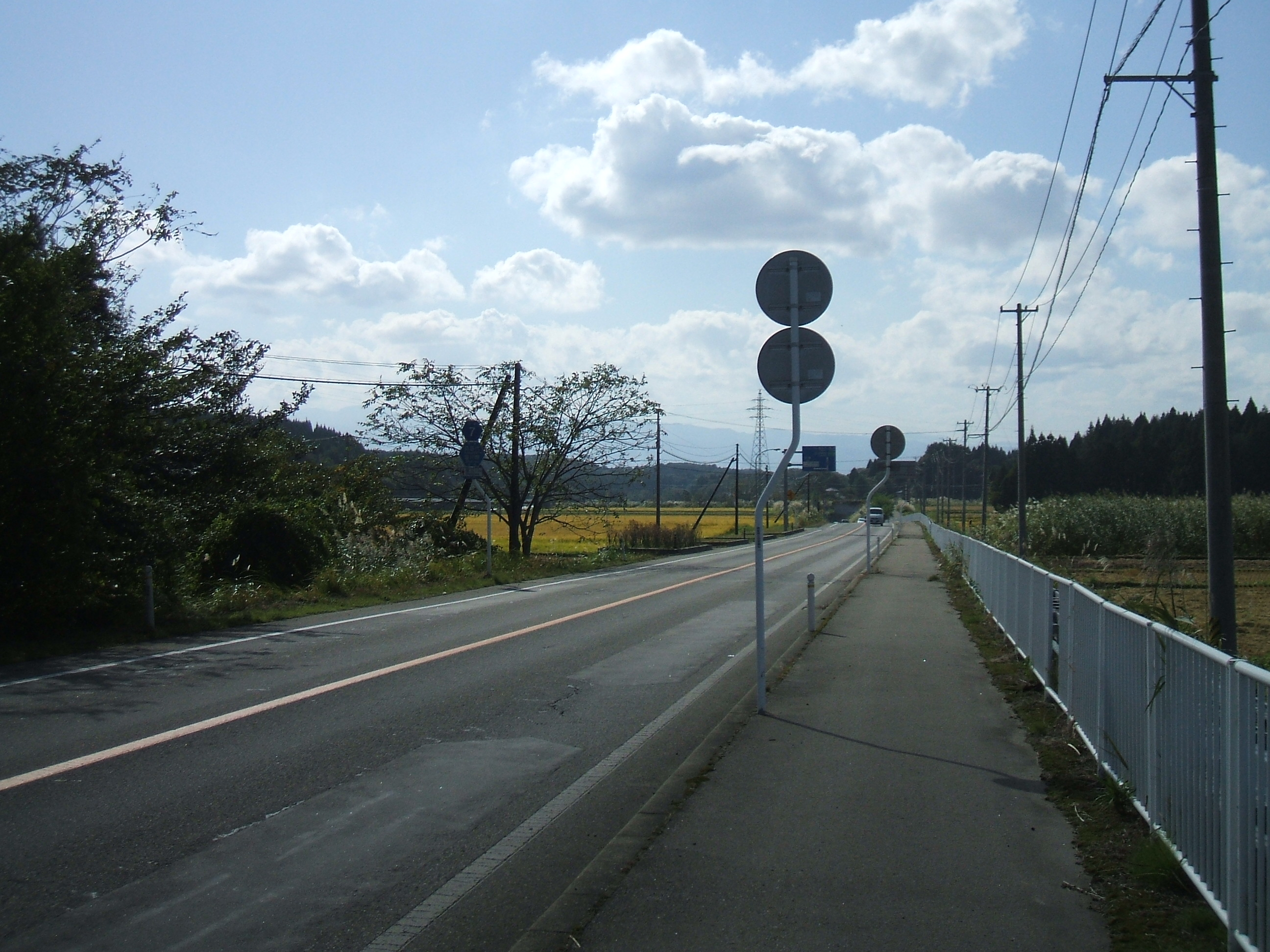
福島県耶麻郡磐梯町付近

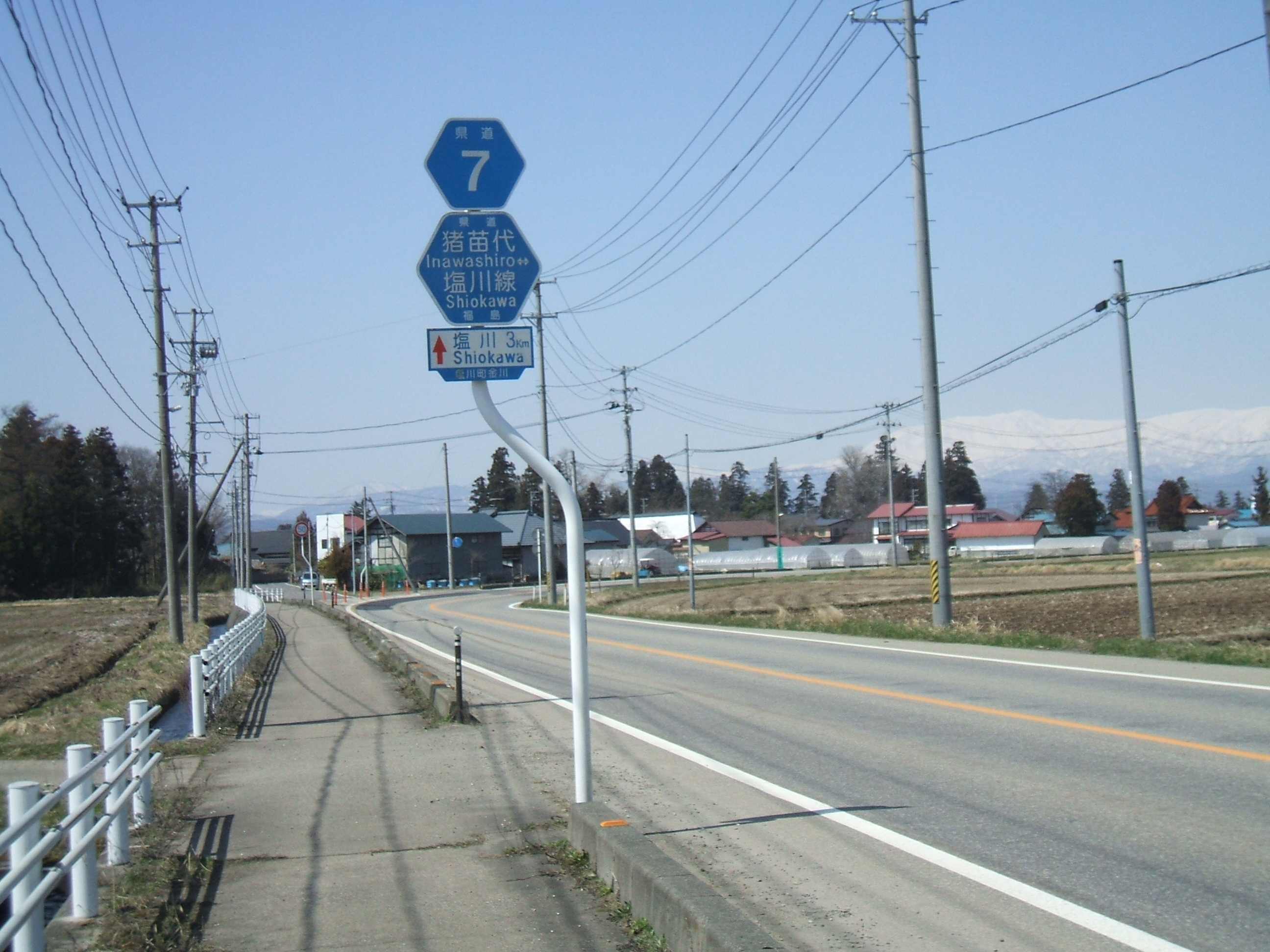
福島県喜多方市付近

  - 福島県道324号猪苗代スキー場線（北半坂）
  - 福島県道206号翁島停車場磐根線（磐根）
- 磐梯町内
  - 福島県道64号会津若松裏磐梯線 北塩原方面（更科）
  - 福島県道207号磐梯町停車場線（磐梯）
  - 福島県道64号会津若松裏磐梯線 会津若松方面（磐梯字沼田）
  - 福島県道337号喜多方河東線 河東方面（赤枝字石田）
  - 福島県道337号喜多方河東線 喜多方方面（赤枝字石田）
- 喜多方市内
  - 福島県道69号北山会津若松線 会津若松方面（塩川町金橋字渕ノ上）
  - 福島県道69号北山会津若松線 北塩原方面（塩川町金橋字千苅）
  - 国道121号・福島県道209号塩川停車場線（塩川町東栄町五丁目 終点）

### 沿線にある施設など
- 福島県立猪苗代支援学校
- 磐梯町立磐梯第二小学校
- 国立磐梯青少年交流の家
- 翁島温泉
- 西ノ沢温泉
- JR 磐越西線